# Processus styloideus ulnae

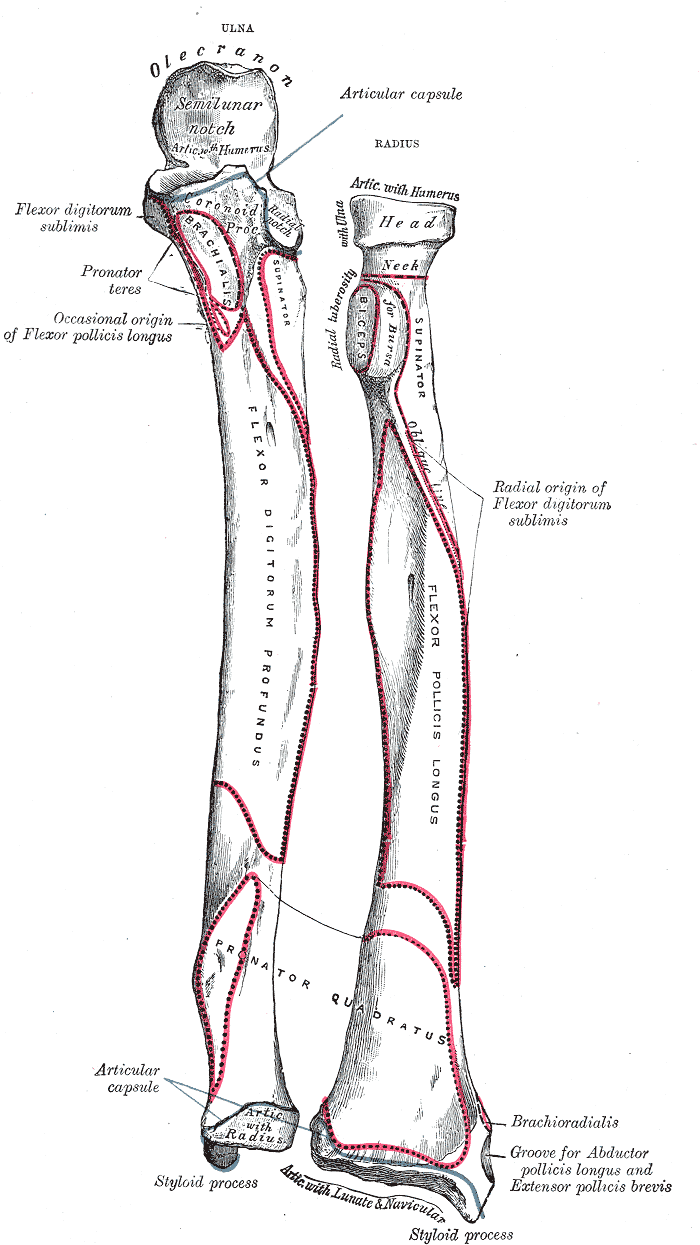
Az ulna és a radius

A felső végtag csontjai

A processus styloideus ulnae egy nyúlvány a singcsonton (ulna). A csont hátsó, belső részén található. Kicsit kerekded. Tapadási helyet biztosít a ligamentum collaterale carpi ulnare-nak amely a csuklóhoz tartozik.

## Külső hivatkozások
- Kép